# Czoło lodowca

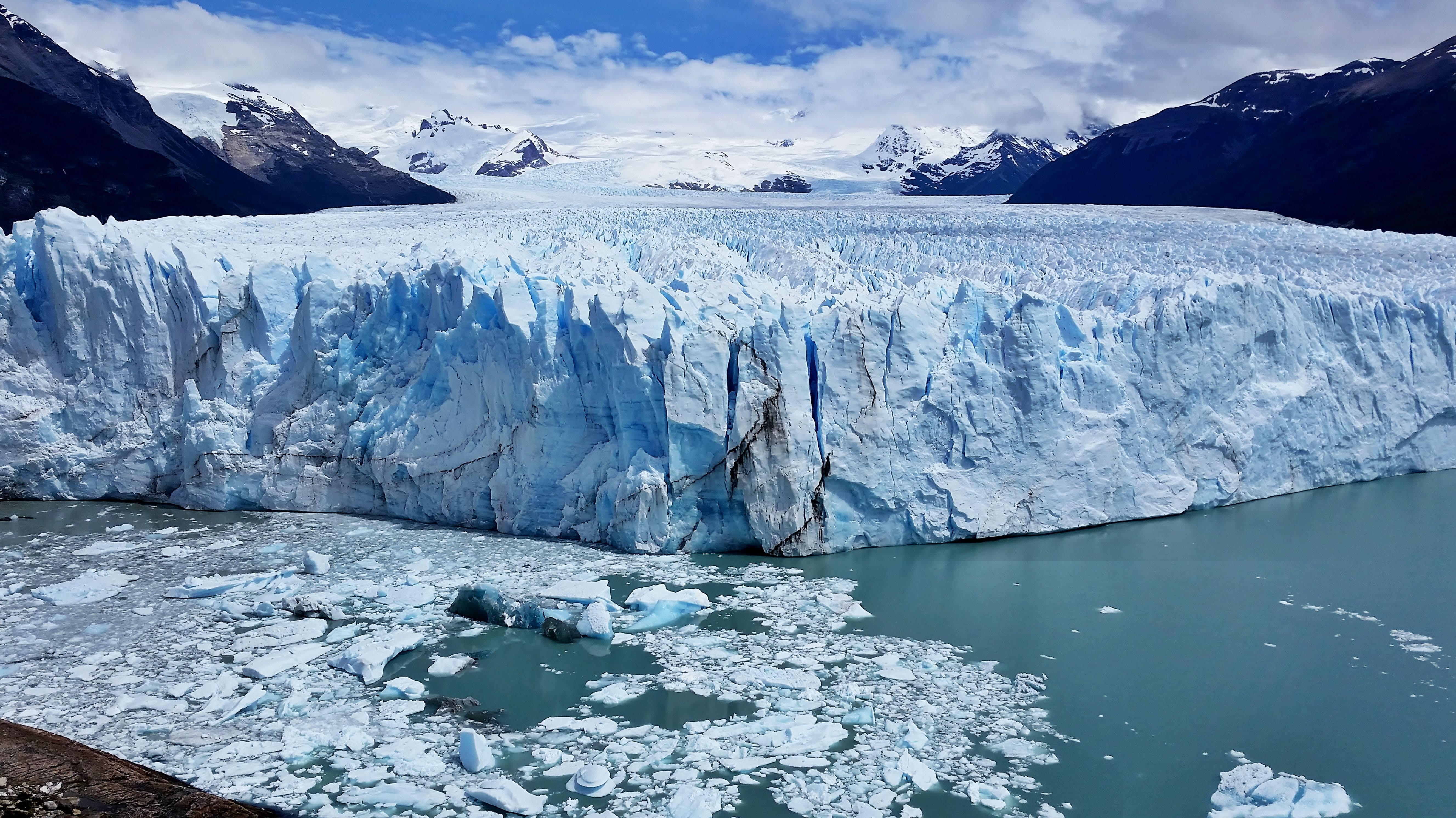
Czoło lodowca Perito Moreno

Czoło lodowca – najniżej położona krawędź lodowca, zawsze prostopadła do toru ruchu i znajdująca się w obszarze ablacji (poniżej linii równowagi bilansowej). Czoło lodowca stanowi punkt (linię), w którym ruch masy lodu jest równoważony przez jego topnienie.  W przypadku, gdy bilans masy lodowca jest dodatni, czyli przybywa więcej lodu niż go ubywa, następuje awans (transgresja) czoła lodowca aż do miejsca, w którym osiągnie on nowy stan równowagi. W przypadku bilansu ujemnego, czoło lodowca wycofuje się; mówi się o takim procesie, że lodowiec jest w recesji.